# Kava, Sudan
Kava je arheološko najdišče med tretjim in četrtim Nilovim kataraktom na vzhodni obali reke nasproti Dongole, Sudan. V starem veku je bili v Kavi več templjev egipčanskega boga Amona, ki so jih zgradili egipčanska faraona Amenhotep III. in Tutankamon in kušitski kralj Taharka in drugi kušitski kralji.

## Taharkovo svetišče
V Kavi je nekoč stal majhen Taharkov tempelj, ki je zdaj v Ashmolovem muzeju  v Oxfordu, Anglija.
- Granitni oven (Amon) s kraljem Taharko med nogama, najden v Kavi, zdaj v Britanskem muzeju
- Taharkovo svetišče, Ashmolov muzej
- Taharkovo svetišče in sfinga; Taharka stoji med nogama ovna-sfinge
- Ram-sfinga in Taharka
- Relief na Taharkovem svetišču
- Zid iz peščenjaka z reliefom, na katerem kralj Aspelta daruje  Maat (Resnica) Amon-Raju z ovnovo glavo, spremlja pa ga  boginja Anukis.[3]